# Two Princes
Two princes is een single van Spin Doctors. Het is afkomstig van hun album Pocket full of kryptonite. Het was de tweede single van de muziekgroep en direct een groot succes, dat de band daarna niet meer zou evenaren. Het lied bracht het tot een uitvoering in de Amerikaanse versie van Sesamstraat. Daarna werd het aan aantal keren gecoverd waaronder The Moldy Peaches en Son of Dork. De ontvangst van de single was tweeledig: VH1 vond het een van de sterkste singles van dat jaar; het blad Blender vond het een van de vijftig slechtste liedjes.

## Hitnotering

### Nederlandse Top 40
| Positie: | 37 | 27 | 17 | 10 | 7 | 4 | 3 | 2 | 4 | 7 | 10 | 15 | 21 | 34 | uit |

### NederlandseDaverende 30
| Positie: | 36 | 20 | 10 | 8 | 5 | 3 | 5 | 5 | 7 | 8 | 10 | 18 | 20 | 35 | 44 | uit |

### BelgischeBRT Top 30
| Hitnotering: 8-5-1993 t/m 17-9-1993 | Hitnotering: 8-5-1993 t/m 17-9-1993 | Hitnotering: 8-5-1993 t/m 17-9-1993 | Hitnotering: 8-5-1993 t/m 17-9-1993 | Hitnotering: 8-5-1993 t/m 17-9-1993 | Hitnotering: 8-5-1993 t/m 17-9-1993 | Hitnotering: 8-5-1993 t/m 17-9-1993 | Hitnotering: 8-5-1993 t/m 17-9-1993 | Hitnotering: 8-5-1993 t/m 17-9-1993 | Hitnotering: 8-5-1993 t/m 17-9-1993 | Hitnotering: 8-5-1993 t/m 17-9-1993 | Hitnotering: 8-5-1993 t/m 17-9-1993 | Hitnotering: 8-5-1993 t/m 17-9-1993 | Hitnotering: 8-5-1993 t/m 17-9-1993 | Hitnotering: 8-5-1993 t/m 17-9-1993 | Hitnotering: 8-5-1993 t/m 17-9-1993 | Hitnotering: 8-5-1993 t/m 17-9-1993 | Hitnotering: 8-5-1993 t/m 17-9-1993 | Hitnotering: 8-5-1993 t/m 17-9-1993 | Hitnotering: 8-5-1993 t/m 17-9-1993 | Hitnotering: 8-5-1993 t/m 17-9-1993 |
| Week:                               | 1                                   | 2                                   | 3                                   | 4                                   |                                     |                                     |                                     | 5                                   | 6                                   | 7                                   | 8                                   | 9                                   | 10                                  | 11                                  | 12                                  | 13                                  | 14                                  |                                     | 15                                  |                                     |
| ----------------------------------- | ----------------------------------- | ----------------------------------- | ----------------------------------- | ----------------------------------- | ----------------------------------- | ----------------------------------- | ----------------------------------- | ----------------------------------- | ----------------------------------- | ----------------------------------- | ----------------------------------- | ----------------------------------- | ----------------------------------- | ----------------------------------- | ----------------------------------- | ----------------------------------- | ----------------------------------- | ----------------------------------- | ----------------------------------- | ----------------------------------- |
| Positie:                            | 30                                  | 22                                  | 27                                  | 29                                  | -                                   | -                                   | -                                   | 20                                  | 12                                  | 12                                  | 13                                  | 7                                   | 15                                  | 14                                  | 15                                  | 29                                  | 15                                  | -                                   | 28                                  | uit                                 |

### VlaamseUltratop 30
| Hitnotering: 08-05-1993 t/m 10-09-1993 | Hitnotering: 08-05-1993 t/m 10-09-1993 | Hitnotering: 08-05-1993 t/m 10-09-1993 | Hitnotering: 08-05-1993 t/m 10-09-1993 | Hitnotering: 08-05-1993 t/m 10-09-1993 | Hitnotering: 08-05-1993 t/m 10-09-1993 | Hitnotering: 08-05-1993 t/m 10-09-1993 | Hitnotering: 08-05-1993 t/m 10-09-1993 | Hitnotering: 08-05-1993 t/m 10-09-1993 | Hitnotering: 08-05-1993 t/m 10-09-1993 | Hitnotering: 08-05-1993 t/m 10-09-1993 | Hitnotering: 08-05-1993 t/m 10-09-1993 | Hitnotering: 08-05-1993 t/m 10-09-1993 | Hitnotering: 08-05-1993 t/m 10-09-1993 | Hitnotering: 08-05-1993 t/m 10-09-1993 | Hitnotering: 08-05-1993 t/m 10-09-1993 | Hitnotering: 08-05-1993 t/m 10-09-1993 | Hitnotering: 08-05-1993 t/m 10-09-1993 | Hitnotering: 08-05-1993 t/m 10-09-1993 | Hitnotering: 08-05-1993 t/m 10-09-1993 | Hitnotering: 08-05-1993 t/m 10-09-1993 |
| Week:                                  | 1                                      | 2                                      | 3                                      | 4                                      | 5                                      | 6                                      | 7                                      | 8                                      | 9                                      | 10                                     | 11                                     | 12                                     | 13                                     | 14                                     | 15                                     | 16                                     | 17                                     | 18                                     | 19                                     | 20                                     |
| -------------------------------------- | -------------------------------------- | -------------------------------------- | -------------------------------------- | -------------------------------------- | -------------------------------------- | -------------------------------------- | -------------------------------------- | -------------------------------------- | -------------------------------------- | -------------------------------------- | -------------------------------------- | -------------------------------------- | -------------------------------------- | -------------------------------------- | -------------------------------------- | -------------------------------------- | -------------------------------------- | -------------------------------------- | -------------------------------------- | -------------------------------------- |
| Positie:                               | 45                                     | 31                                     | 29                                     | 29                                     | 31                                     | 25                                     | 25                                     | 19                                     | 15                                     | 13                                     | 13                                     | 10                                     | 11                                     | 15                                     | 17                                     | 21                                     | 18                                     | 30                                     | 33                                     | 40                                     |

### NPO Radio 2 Top 2000
Two Princes stond alleen in 2013 in de NPO Radio 2 Top 2000, op plek 1996.